# Bananas in Pyjamas
Bananas in Pyjamas ist eine für Kinder gedrehte Puppenfilmserie aus Australien.
In Australien läuft die Serie seit 1992 auf dem Sender ABC. In diesem Jahr wurde sie auch produziert. Erstmals in den Jahren 1996 und 1997 wurde die Sendung in Deutschland auf dem Sender ZDF ausgestrahlt.

## Handlung und Figuren
Die Serie handelt von Riesenbananen-Zwillingsbrüdern in blau-weißgestreiften Schlafanzügen, die gerne viel Spaß miteinander haben und immer wieder nur eins im Sinn haben: Jeden Dienstag drei unschuldige Teddybären namens Amy, Lulu und Morgan zu jagen. Ansonsten besuchen sie gerne ihren Freund Rätti, eine Ratte mit Käppi, die einen Krämerladen besitzt und eine etwas hinterlistige Rolle spielt. Alle zusammen leben sie fröhlich und gemeinsam in der sogenannten Knuffelallee (im Original „Cuddle Avenue“).
Die zwei Bananen, die die Hauptrollen spielen, nennen sich kurz B1 und B2. Sie sind zwar nicht besonders schlau, scheinen aber immer gute Ideen zu entwickeln und sehr kreativ zu sein. Der traditionelle Ausspruch der Sendung ist der Satz: „Denkst du auch, was ich denke, B1?“ Darauf antwortet dann B1: „Ich glaub schon, B2!“ Daraufhin rufen sie beide im Chor: „Jetzt wird gefeiert!“

## Verfasser und Schauspieler
Die Verfasser dieser Sendung hießen:
- Simon Hopkinson
- Bob La Castra
- Debra Oswald
- Richard Tulloch
- Kris Wyld

Folgende Personen haben in den Kostümen mitgewirkt
- Duncan Wass: B1 (1992–1993)
- Ken Radley: B1 (1993–2001)
- Nicholas Opolski: B2 (1992–2001)
- Sandie Lillingston: Amy (1992–1993)
- Mary Ann Henshaw: Lulu (1992–1993)
- Taylor Owyns: Lulu (1993–2001)
- Jeremy Scrivener: Morgan (1992–2001)
- Shane McNamara: Rätti (1993–2001)

## Titellied
Das deutsche Titellied lautet:
Bananas in Pyjamas sind lustig anzuseh’n.

Bananas in Pyjamas – zwei, die sich gut versteh’n.

Bananas in Pyjamas wollen Teddys necken geh’n,

doch allen macht das großen Spaß, ihr werdet es gleich seh’n.

## Videos
Die Serie wurde in mehrere Sprachen übersetzt und verbreitet. Bisher sind vier Videos auf dem deutschen Markt erschienen und im Handel erhältlich.
- Die Schatzsuche
- Die Pyjamaparty
- Monster Bananas
- Die Teddys Show

## Synchronisation
Die deutsche Fassung wurde von Studio Funk GmbH & Co. KG in Hamburg produziert.
| Name   | Original-Synchronsprecher | Deutsche Synchronsprecher |
| ------ | ------------------------- | ------------------------- |
| B1     | Ken Radley                | Lutz Schnell              |
| B2     | Nicholas Opolski          | Michael Harck             |
| Lulu   | Taylor Owynns             | Saskia Bellahn            |
| Morgan | Jeremy Scrivener          | Leonhard Mahlich          |
| Amy    | Sandie Lillingston        | Isabella Grothe           |